# Dzikuska
Dzikuska. Historia miłości – debiutancka powieść Ireny Zarzyckiej z 1927 roku. Początkowo ukazywała się w odcinkach na łamach Rzeczpospolitej (od 10 sierpnia), a następnie została wydana przez wydawnictwo "Rój". Jedna z najpopularniejszych polskich powieści romansowych okresu międzywojennego.

## Fabuła
Historia miłości studenta i malarza Witolda Leskiego i tytułowej „dzikuski” – Ity Kruszyńskiej, dojrzewającej nastolatki wychowywanej bez matki. Pełna humoru opowieść rozgrywająca się w kresowym majątku Kruszelnica i jego okolicach.

## Postacie
- Ita Kruszyńska – tytułowa „Dzikuska”
- Antek Kruszyński – brat Ity, przyjaciel Witolda Leskiego
- Mietek i Lutek – bracia Ity
- Józef Kruszyński – ojciec Ity, właściciel Kruszelnicy i zarządca majątku Ziemskich
- Jadwiga Kruszyńska – zmarła, często wspominana matka Ity
- baron Ziemski – kaleki ojciec Eli i Janusza
- Elżbieta Ziemska – baronówna, przyjaciółka Ity
- Janusz Ziemski – młody baron, bawidamek
- Witold Leski – student, malarz, nauczyciel Ity, przyjaciel Antka
- Janeczka Rososka – „belle femme”, córka lekarza, najpiękniejsza panna w Skolu i okolicy
- siostry Radomskie – przyjaciółki Ity
- Irma, Ninka, Hala, porucznik Stach, Karol Ilnicki – „wtajemniczeni”, przyjaciele Ity

## Adaptacja filmowa
Książka stała się podstawą scenariusza filmu fabularnego pod tym samym tytułem z 1928 roku w reżyserii Henryka Szaro. Film nie zachował się.